# چوشین چیبانا
چوشین چیبانا (انگلیسی: Chōshin Chibana; ۵ ژوئن ۱۸۸۵ – ۲۶ فوریهٔ ۱۹۶۹) سامورایی و کاراته‌کا اهل ژاپن بود. وی بنیانگذار سبک شورین-ریو می باشد.